# Гунтур (округ)
Гунту́р (телугу గుంటూరు జిల్లా; англ. Guntur) — округ в центральной части индийского штата Андхра-Прадеш. Образован в 1788 году. Административный центр — город Гунтур. Площадь округа — 11 391 км². По данным всеиндийской переписи 2001 года население округа составляло 4 465 144 человека. Уровень грамотности взрослого населения составлял 62,5 %, что немного выше среднеиндийского уровня (59,5 %). Доля городского населения составляла 28,8 %.